# Walter Wolfrum
Walter Wolfrum (* 23. Mai 1923 in Schmölz bei Kronach/Oberfranken; † 26. August 2010 in Schwabach) war im Zweiten Weltkrieg Jagdflieger, Offizier der deutschen Luftwaffe und nach dem Krieg Unternehmer und einer der bekanntesten deutschen Kunstflieger.

## Leben
Walter Wolfrum wurde als 19-jähriger Leutnant im Februar 1943 zur 5. Staffel des Jagdgeschwaders 52 an die Ostfront abkommandiert. Seinen ersten Luftsieg errang er bei seinem 62. Feindflug am 25. Mai 1943. Am 11. Mai 1944 erfolgte seine Ernennung zum Staffelkapitän der 1./JG 52. Seinen 100. Luftsieg erzielte er am 1. Juni 1944. Am 16. Juli 1944 bezwang Wolfrum abermals zehn sowjetische Jagdflugzeuge, wurde dann aber selbst in seiner Bf 109 G-6 schwer verwundet. Das Ritterkreuz des Eisernen Kreuzes wurde ihm am 27. Juli nach 126 Luftsiegen verliehen.
Im Februar 1945 kehrte er wieder an die Ostfront zum Jagdgeschwader 52 zurück. Bei Kriegsende geriet Walter Wolfrum, nun im Range eines Oberleutnants, mit weiteren Angehörigen des JG 52 in US-amerikanische Kriegsgefangenschaft, wurde aber von diesen an sowjetische Truppen ausgeliefert und kam in Neu-Bistriz (Mähren) in ein sowjetisches Kriegsgefangenenlager. Bereits im Juli 1945 wurde er als Verwundeter wieder aus der Kriegsgefangenschaft entlassen.
1950 wurde Wolfrum Mitglied in einem britischen Aero-Club und einer der bekanntesten deutschen Kunstflieger. Er trat auch der Fliegervereinigung Schwabach bei und baute dort mit drei Freunden von 1952–1956 eine Jodel D11a. Wolfrum wurde 1962 Deutscher Meister der Kunstflieger und in den Jahren 1961, 1963, 1964 und 1966 belegte er den zweiten Platz. Nachdem er selbst nicht mehr als Kunstflieger antrat war er Kampfrichter und deutscher Nationaltrainer.

## Auszeichnungen
- Flugzeugführerabzeichen am 25. Februar 1942
- Verwundetenabzeichen (1939) in Schwarz am 25. Februar 1942
- Frontflugspange für Jäger in Gold am 22. Juli 1943
- Eisernes Kreuz (1939) II. Klasse am 28. Juli 1943
- Eisernes Kreuz (1939) I. Klasse am 22. September 1943
- Ehrenpokal für besondere Leistung im Luftkrieg am 20. März 1944
- Verwundetenabzeichen (1939) in Silber am 25. April 1944
- Deutsches Kreuz in Gold am 18. Mai 1944[4]
- Ritterkreuz des Eisernen Kreuzes am 27. Juli 1944[4]

## Statistik
- 424 Feindflüge
- 137 Luftsiege an der Ostfront
  - davon 119 Jagdflugzeuge
  - und 16 Schlachtflugzeuge vom Typ Il-2 Schturmowik
- 1 Kanonenboot versenkt
- 4 × verwundet
- 12 Notlandungen nach Beschussschaden